# Charaxes acraeoides
Charaxes acraeoides är en fjärilsart som beskrevs av Druce 1908. Charaxes acraeoides ingår i släktet Charaxes och familjen praktfjärilar. Inga underarter finns listade i Catalogue of Life.

## Bildgalleri

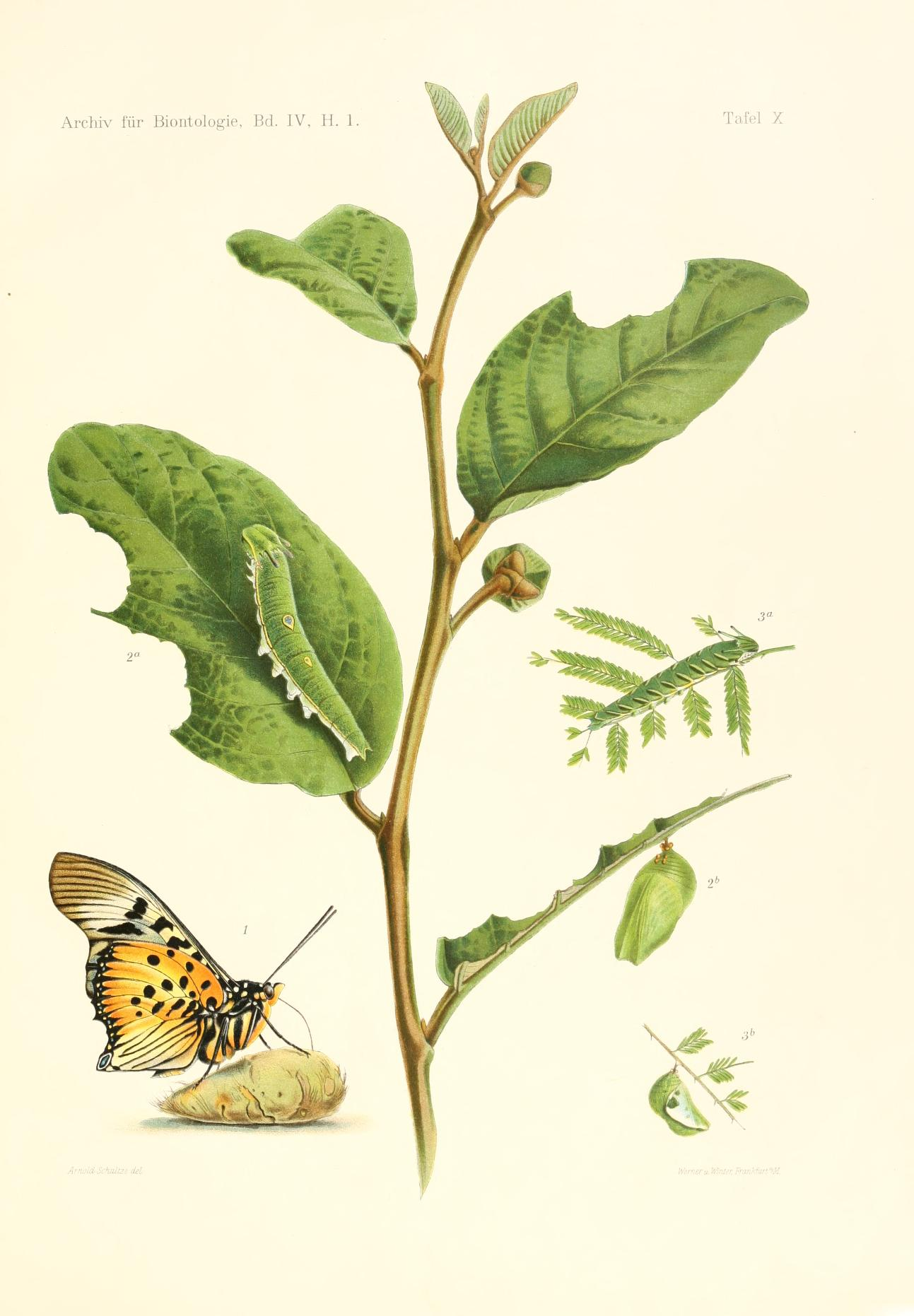